# Trizogeniates apicalis
Trizogeniates apicalis is een keversoort uit de familie bladsprietkevers (Scarabaeidae). De wetenschappelijke naam van de soort werd voor het eerst geldig gepubliceerd in 1917 door Ohaus als Geniates apicalis.